# Cheirisophos
Cheirisophos (altgriechisch Χειρίσοφος Cheirísophos; * um 435 v. Chr.; † 400 v. Chr.) war ein spartanischer Heerführer, der nach dem Ende des Peloponnesischen Krieges (431–404 v. Chr.) dem persischen Prinzen Kyros, der Sparta während des Krieges geholfen hatte, zur militärischen Unterstützung gesandt wurde.
Cheirisophos, der – nach Diodor – in offiziellem Auftrag Spartas handelte, stieß 401 v. Chr. bei Issos, der östlichsten Hafenstadt in Kilikien, mit 700 Hopliten, die von ihm befehligt wurden, zu dem dort lagernden Heer des Kyros. Dieses bestand neben einheimischen Kontingenten auch aus griechischen Söldnern (10.400 Hopliten, 2.500 Peltasten, d. h. Leichtbewaffnete). Mit diesem Heer beabsichtigte Kyros seinen Bruder, den persischen Großkönig Artaxerxes II., zu bekriegen und vom Thron zu verdrängen. Die Führung des griechischen Söldnerheers hatte Kyros dem Spartaner Klearchos übertragen.
Im selben Jahr noch stießen die Truppen des Kyros bei Kunaxa mit dem Heer seines Bruders Artaxerxes II. zusammen. Trotz der militärischen Überlegenheit seines Heeres fiel der leichtsinnig voranstürmende Kyros selbst in der Schlacht. Ein Versuch des Klearchos, unter Mithilfe des Cheirisophos und des aus Platons Dialogen bekannten Menon den persischen Adligen Ariaios an Stelle des Kyros zum neuen Großkönig auszurufen, scheiterte. Das siegreiche griechische Heer von über zehntausend Soldaten befand sich nun ohne weiteren konkreten Auftrag mitten im feindlichen Perserreich. Bei vorgetäuschten Verhandlungen mit dem Großkönig Artaxerxes wurde die Mehrzahl der griechischen Feldherrn vom persischen Satrapen Tissaphernes in eine Falle gelockt und ermordet. 
Nach einer Phase der Verwirrung übernahmen Cheirisophos und der spartafreundliche Athener Intellektuelle, Geschichtsschreiber und Sokrates-Schüler Xenophon, der den Zug auf Einladung seines Freundes Proxenos begleitet hatte, die Führung des griechischen Söldnerheeres. Es gelang den beiden ungewöhnlichen Partnern, trotz mannigfacher Hindernisse mit dem Heer die Rückkehr aus Persien in die Heimat zu erkämpfen, wie Xenophon in seinem Werk Anabasis anschaulich beschrieben hat.
Nach Erreichen des Schwarzen Meeres führte Cheirisophos das Söldnerheer an der Küste entlang nach Westen, verlor das Kommando aber in Herakleia Pontike bei einer Meuterei. Etwas später starb er im Jahr 400 v. Chr. in der Stadt Kalpe in Bithynien an einem Fieber.